# Купер, Джеймс Фенимор
Джеймс Фе́нимор Ку́пер (англ. James Fenimore Cooper; 15 сентября 1789 года, Берлингтон, США — 14 сентября 1851 года, Куперстаун, США) — американский романист и сатирик. Классик приключенческой литературы, один из основоположников жанра вестерн. Член Американского философского общества (1823).

## Биография
Вскоре после рождения Джеймса его отец, судья Уильям Купер, довольно богатый землевладелец-квакер, в годы революции приобрел обширный участок земли возле штата Нью-Йорка  и основал там посёлок Куперстаун, превратившийся в городок. Первоначальное образование Джеймс  получил в местной школе, также в детстве с ним занимался выпускник Ирландского университета, а другой учитель, закончивший Кембридж, готовил мальчика к поступлению в Йель. Купер отправился в Йельский университет, но, не окончив курса, поступил на морскую службу (1806—1811) и был назначен состоять при постройке военного корабля на озере Онтарио. Этому обстоятельству мы обязаны замечательными описаниями Онтарио, встречающимися в его знаменитом романе «Следопыт, или На берегах Онтарио».
В 1811 году Купер женился на француженке Сьюзан Августе Деланси, происходившей из семьи, симпатизировавшей Англии в эпоху войны за независимость; её влиянием объясняются те сравнительно мягкие отзывы об англичанах и английском правительстве, которые встречаются в ранних романах Купера. Случай сделал его писателем. Читая однажды вслух жене какой-то роман, Купер заметил, что нетрудно написать лучше. Жена поймала его на слове, и чтобы не показаться хвастуном, он за несколько недель написал свой первый роман «Предосторожность» (англ. Precaution; 1820).

## Романы
Предполагая, что ввиду уже начавшейся конкуренции между английскими и американскими авторами, английская критика отнесётся к его произведению неблагосклонно, Купер не подписал своего имени для первого романа «Предосторожность» (1820) и перенёс действие этого романа в Англию. Последнее обстоятельство только повредило книге, обнаружившей плохое знакомство автора с английской жизнью и вызвавшей весьма неблагосклонные отзывы английской критики. Вторым романом Купера, уже из американской жизни, стал знаменитый «Шпион, или Повесть о нейтральной территории» («The Spy: A Tale of the Neutral Ground», 1821), имевший громадный успех не только в Америке, но и в Европе.
Затем Купер написал целую серию романов из американской жизни:
- «Пионеры, или У истоков Саскуиханны», 1823;
- «Последний из могикан», 1826;
- «Прерия», 1827;
- «Следопыт», 1840;
- «Зверобой, или Первая тропа войны», 1841.

В них он отобразил войны пришельцев-европейцев между собой, в которые они вовлекали американских индейцев, заставляя племена сражаться друг против друга. Героем этих романов является охотник Натти (Натаниэль) Бампо, выступающий под различными именами (Зверобой, Следопыт, Соколиный Глаз, Кожаный Чулок, Длинный Карабин), энергичный и симпатичный, вскоре сделавшийся любимцем европейской публики. Идеализированными, хотя и с тонким юмором и сатирой, доступными обычно только взрослому читателю, являются у Купера не только этот представитель европейской цивилизации, но и некоторые из индейцев (Чингачгук, Ункас).
Успех этой серии романов был так велик, что даже английская критика должна была признать талант Купера и назвала его американским Вальтером Скоттом. В 1826 году Купер отправился в Европу, где провёл семь лет. Плодом этого путешествия было несколько романов — «Браво, или в Венеции» (1831), «Хайденмауэр, или Бенедиктинцы» (1832), «Палач» (1833) и «Мерседес из Кастилии, или Путешествие в Катай» (1840), — действие которых происходит в Европе.
Мастерство рассказа и постоянно усиливающийся интерес его, яркость описаний природы, от которых веет первобытной свежестью девственных лесов Америки, рельефность в изображении характеров, которые стоят перед читателем, как живые — таковы достоинства Купера как романиста. Написал также морские романы «Лоцман, или Морская история» (1824), «Красный корсар» (1827).

## После Европы
По возвращении из Европы Купер написал политическую аллегорию «Моникины» (1835), пять томов путевых заметок (1836—1838), несколько романов из американской жизни, «Хижина на холме, или Вайандотте» (1843), «На суше и на море» (1844), «Сатанстоу»; 1845, «Краснокожие» (1846) и др., а также памфлет «Американский демократ» (The American Democrat, 1838). Кроме того, написал ещё «Историю американского флота» («History of the United States Navy», 1839). Обнаруженное в этом сочинении стремление к полному беспристрастию не удовлетворило ни американцев, ни англичан; полемика, им вызванная, отравила последние годы жизни Купера. Умер Фенимор Купер 14 сентября 1851 года от цирроза печени.

## Семья
В 1811 году, в возрасте 21 года, в г. Мамаронек (округ Уэстчестер, штат Нью-Йорк) Джеймс Фенимор Купер вступил в брак с Сьюзан Августой Деланси, происходившей из зажиточной семьи лоялистов и имевшей французские корни. Пара имела 7 детей, 5 из которых дожили до совершеннолетия.
Одна из дочерей Купера Сьюзан Фенимор Купер (1813-1894) до самой смерти отца была его литературным секретарем, а после получила известность в качестве писателя, натуралиста и активистки суфражистского движения.
Одним из потомков Купера был американский писатель и путешественник Пол Фенимор Купер (1899-1970), книга которого «Остров Затерянных» (Island of the Lost, 1961), посвящённая канадскому арктическому острову Кинг-Уильям и погибшей на нём британской полярной экспедиции Дж. Франклина, опубликована была в 1970 году в СССР издательством «Гидрометеоиздат».

## В России
В начале 1840-х годов романы Купера были весьма популярны и в России. Первые переводы на русский язык были сделаны детской писательницей А. О. Ишимовой. В особенности большой интерес публики вызвал печатавшийся в журнале «Отечественные записки» роман «Открыватель следов» (англ. The Pathfinder, русский перевод 1841 года), о котором В. Г. Белинский выразился, что это — шекспировская драма в форме романа.
Приключенческие романы Джеймса Фенимора Купера были очень популярны в СССР, их автора быстрее узнавали по его второму, редкому, имени Фенимор. Например, в фильме «Тайна Фенимора», третьей серии детского телевизионного мини-сериала «Три весёлые смены» 1977 года по рассказам Ю. Яковлева, рассказывается о таинственном незнакомце по имени Фенимор, который в пионерском лагере приходит по ночам в палату к мальчикам и рассказывает удивительные истории об индейцах и инопланетянах. В фильме «Большое космическое путешествие» (1974) командир корабля Федя Дружинин вольно цитирует произведение Купера фразой «Ирокезы вышли на боевую тропу, — сказал Соколиный глаз».

## Память
- В филателии
- Почтовая марка СССР, 1989 год
- Почтовый конверт России, 2014 год